# Monument de la Renaissance africaine
Das Monument de la Renaissance africaine bzw. Monument der afrikanischen Wiedergeburt ist eine 50 Meter (164 foot) hohe Bronzestatue in der senegalesischen Hauptstadt Dakar. Das Denkmal wurde am Cap Vert auf einem der als Les Mamelles bezeichneten Basaltkegel im Stadtbezirk Ouakam errichtet und ist die höchste Statue in Afrika.

## Beschreibung
Das Denkmal soll die Idee der Afrikanischen Renaissance verkörpern. Es ist aus drei Zentimeter dicken Bronzeblechen gefertigt und zeigt, wie eine Frau und ein Mann mit einem Kind auf seinem linken Arm vereint aus einem Vulkan steigen. Der ausgestreckte Arm des Kindes zeigt entlang der Küstenstraße Route de la Corniche ouest nach Nordwesten. Nachts wird das Denkmal von mehreren Scheinwerfern beleuchtet und der Kopfschmuck des Mannes strahlt in wechselnder farbiger Beleuchtung. Im Inneren befindet sich eine Ausstellung. Mit einem Fahrstuhl kann man in den Kopf des Mannes zu einer Aussichtsplattform fahren. Das Denkmal ist als einziges der von Abdoulaye Wade in Senegal geplanten Prestigebauwerke fertiggestellt worden.

## Geschichte
Nach der Planung durch den senegalesischen Architekten Pierre Goudiaby Atepa wurde das Monument durch die nordkoreanische Firma Mansudae Overseas Projects errichtet. Die Idee zum Bau stammt vom ehemaligen Präsidenten des Senegal, Abdoulaye Wade. Die vorbereitenden Bauarbeiten auf dem etwa 100 Meter hohen Hügel begannen im Jahr 2006, der Bau der Bronzestatue begann am 3. April 2008. Ursprünglich war die Fertigstellung des Monuments für Dezember 2009 geplant, durch Bauverzögerungen erfolgte die offizielle Einweihung jedoch erst am 4. April 2010, dem senegalesischen Nationalfeiertag, welcher zum Gedenken an den 50. Jahrestag der Unabhängigkeit des Landes von Frankreich begangen wird.

## Einweihung
Am 3. April 2010, einen Tag vor der offiziellen Einweihung, wurde das Denkmal vor 19 afrikanischen Staats- und Regierungschefs enthüllt. Anwesend waren auch der Musiker Akon, Jesse Jackson sowie Vertreter aus Nordkorea. In seiner Einweihungsrede sagte Präsident Wade: „Das Denkmal bringt Leben in unser gemeinsames Schicksal. Afrika ist im 21. Jahrhundert angekommen und ist bereit, sein Schicksal in die Hand zu nehmen.“ Der Präsident der Afrikanischen Union, Bingu wa Mutharika sagte: „Dieses Denkmal gehört nicht nur dem Senegal, es gehört den Menschen in ganz Afrika.“

## Kritik und Baukosten
Die Kosten für den Bau beliefen sich auf etwa 27 Millionen Dollar. Öffentlich wurde eine Finanzierung durch den Staatshaushalt propagiert, vermutlich wurden Baukosten aber auch durch einen senegalesischen Geschäftsmann finanziert, welcher im Gegenzug ca. 30 bis 40 Hektar Bauland günstig bekam. Das Land selbst steckt in einer tiefen wirtschaftlichen Krise, was frühzeitig Kritik gegen den Bau hervorrief. Der stellvertretende Führer der Opposition im Senegal kritisierte  in diesem Zusammenhang das Denkmal als Wirtschaftsmonster und einen Finanzskandal. Während der Enthüllungszeremonie wurden die Straßen durch ein großes Polizeiaufgebot abgesichert, da sich viele Menschen versammelt hatten, um gegen das Bauwerk zu demonstrieren.
Auch die Ausführung des Denkmals sorgte für Kritik. So wurde von Kunstkritikern darauf hingewiesen, dass das Denkmal stark an einen stalinistischen Stil erinnere und die Gesichtszüge der Familiengruppe kaum afrikanisch seien. Auch wurde das Bauwerk als macho-sexistische Selbstdarstellung der afrikanisch autoritären Herrscher bezeichnet. Ousmane Sow, ein senegalesischer Bildhauer, beanstandete die Errichtung durch eine nordkoreanische Firma, womit das Denkmal nichts anderes als ein Symbol des afrikanischen Widerstands sei,  jedoch kein Kunstwerk. Im Senegal gilt der Islam als Hauptreligion. So verurteilen einige Imame die halbnackte Darstellung von Mann und Frau und das Monument als götzendienerisch.

## Sonstiges
Der damalige Präsident Wade sicherte sich mit seinem Anspruch auf das geistige Eigentum am Denkmal 35 Prozent der Gewinne aus den Einnahmen. Dadurch entstand eine Kontroverse mit der Opposition, welche geltend machte, dass die Forderung des Präsidenten im Widerspruch zu seiner Tätigkeit und als Träger eines öffentlichen Amtes stehe.